# 森特勒利亞鎮區 (密蘇里州布恩縣)
森特勒利亞鎮區（英語：Centralia Township）是位於美國密蘇里州布恩縣的一個行政鎮區。

## 地方資料
森特勒利亞鎮區的面積為79.38平方千米，當中陸地面積為79.11平方千米，而水域面積為0.27平方千米。根據2020年美國人口普查的數據，當地共有人口5458人，而人口密度為每平方千米68.76人。